# غلامرضا امامی
غلامرضا امامی (متولد ۶ شهریور ۱۳۲۵ در شهر اراک) نویسنده، مترجم، پژوهشگر و سرویراستار ایرانی است. امامی در سال ۱۳۲۵ در اراک زاده شد. او تا کنون بیش از ۷۰ عنوان اثر چاپ کرده‌است. تحصیلات خویش را به سبب کار پدر که پزشک راه‌آهن بود، در شهرهای قم، مشهد، اهواز، خرمشهر و تهران به پایان برد. از جنبه فکری، خراسانی است و از جنبه عاطفی و احساسی خوزستانی. دوران دبستان را در قم گذرانده؛ اولین معلمش محمود بروجردی بود. محبت و مهربانی بروجردی او را به کتاب و درس علاقه‌مند کرد. محمود بروجردی با پدرش دوست بود. مصادف با کودتای ۲۸ مرداد ۱۳۳۲ در «مدرسه صنیع الدوله» قم مشغول به تحصیل بود. او در خانواده‌ای ملی-مذهبی رشد کرده‌است. پدرش از شیفتگان دکترمصدق بود و در راه ملی شدن صنعت نفت سختی‌های فراوانی کشید و نامه‌های بسیاری از سویدکترمصدق برای پدرش ارسال می‌شد. در سال ۱۳۴۱، هنگامی که ۱۶ سال داشت نخستین کتابش با نام «ارزش تبلیغ» در مشهد به چاپ رسید و با تشویق و تأیید بسیاری از جمله استاد مطهری روبرو شد. در ایام اقامت در خرمشهر، میزبان جلال آل احمد بود و در شمار همکاران و یاران وی در کتاب در خدمت و خیانت روشنفکران درآمد و جلال آل احمد در مقدمه این کتاب از همکاری و همراهی وی نام برد. در سال ۱۳۴۸ به تهران آمده نخست در بخش فرهنگی حسینیه ارشاد به کار ویرایش پرداخت و پس از آن مدیریت «انتشارات بعثت»، «انتشارات موج» و «انتشارات پندار» را بر عهده گرفت.
وی از نوجوانی از دوستان نزدیک و صمیمی آیت الله طالقانی و جلال آل احمد بوده‌است. او در سال ۱۳۵۰ به عنوان ویراستار در کانون پرورش فکری کودکان مشغول به کار شد. اندکی بعد و تا سال ۱۳۵۹ ریاست انتشارات کانون را بر عهده داشت. در آذر ۱۳۵۹ و با اخذ جایزه نمایشگاه جهانی لایپزیک به آلمان سفر کرد و پس از آن به ایتالیا رفت و سالهاست که مقیم ایتالیا است. امامی در زمان مدیریت انتشارات موج، آثار بسیاری از چهره‌های برجسته ایرانی از قبیل سیمین دانشور، جلال آل احمد، م-ع.سپانلو، غزاله علیزاده، احمد شاملو، حمید عنایت، رضا براهنی، جواد مجابی، مهدی سمسار، محمد قاضی، سیروس طاهباز و … را منتشر کرد. نوشته‌های فراوانی از وی دربارهٔ مسائل اجتماعی، فرهنگی و ادبی در مطبوعات ایران و دیگر کشورها منتشر شده‌است. او بیش از ۱۰ عنوان کتاب از فارسی به ایتالیایی ترجمه کرده که از آن جمله می‌توان به "آنتولوژی شعر معاصر ایران" اشاره کرد.

## ترجمه داستانپینوکیواز ایتالیایی
امامی می‌گوید این کتاب تاکنون به یکصد زبان ترجمه شده‌است. ۳۴ ترجمه چینی، ۶۵ ترجمه انگلیسی و ۴۵ ترجمه آلمانی از آن وجود دارد. من نمی‌دانم در ذهن خالق آنچه گذشته‌است که متن کتابش همیشه تازه است؛ منتهی می‌توانم بگویم در این کتاب مانند زندگی و تازگی کودکان جهان، عشق، دوستی، صلح و برادری موج می‌زند؛ داستانی است که مانند قصه‌های شرقی لایه به لایه و حماسی است و حتی می‌توان آن را یک داستان مذهبی و تراژیک یاد کرد.»

او می‌گوید:پینوکیو برای اولین بار در ایران توسط صادق چوبک و بر اساس متن انگلیسی ترجمه شد و بعد از آن نیز تمامی ترجمه‌های آن از انگلیسی و فرانسوی انجام شد. البته من دوست ندارم برخی رونویسی‌ها از این ترجمه‌ها را با عنوان ترجمه یاد کنم، اما بسیاری از مترجمین ما هم با دقت این کتاب را ترجمه نکرده، بخش‌هایی را از آن حذف و بخش‌هایی را هم به آن اضافه کردند؛ به همین خاطر خوشحالیم که برای اولین بار یک ترجمه از زبان اصلی این کتاب به فارسی منتشر می‌شود.

## شبکه‌های مجازی از دیدگاه غلامرضا امامی
غلامرضا امامی معتقد است وفور شبکه‌های مجازی و تلویزیونی و دسترسی به اینترنت ما را از تخیل بازداشته است. امامی معتقد است عصر رادیو، عصر خوشی بود. 

 او می‌گوید: با آمدن تلویزیون دیدگان ما به صفحه‌ها دوخته شد. گوش و چشم‌های ما شنوا و توانا شدند، اما تخیل را از یاد بردیم.

## امامی و کپی رایت
او در مورد کپی رایت و حق نشر بر این باور است که مشکل ما در ایران در حال حاضر مسئله کپی‌رایت و حق مؤلف است. ما هنوز به این مسئله بی‌تفاوتیم و بسیاری از نویسندگان و نام‌آوران و غربی و شرقی شاهد ترجمه آثارشان بدون اجازه و پرداخت حقوق در ایران هستند هرچند که برخی ناشران این مسئله را رعایت می‌کنند اما در کل این اتفاق در ایران رخ نداده و در نتیجه ناشران و جهانیان رغبتی برای توجه به ادبیات ایران ندارند.

### نوشته‌ها
- آی ابراهیم (چاپ دوازدهم) (کانون پرورش فکری کودکان و نوجوانان)
- راز قلعه (نشر شهر)
- قصه قلعه (نشر قلم)
- آنها زنده اند (کانون پرورش فکری کودکان و نوجوانان) (چاپ پنجم)
- آفتاب‌پرست (نشر انجام کتاب)

### ترجمه‌ها
- سفر خروج، نوشتۀ عبدالرحمن الشرقاوی، نشر امیرکبیر
- پینوکیو (از ایتالیایی)
- بامزه در فارسی
- لبخند بی لهجه
- قصه‌ها، اثر غسان کنفانی (از عربی)
- نوازنده
- هر چیزی رنگی دارد
- درخت الفبا
- شاعر
- رعد (مجموعه داستان)، اثر زکریا تامر با یادداشت ویژه نویسنده برای اثر فارسی
- خاطرات مئیر عزری، سفیر فلسطین اشغالی در ایران (ویرایش)
- سفر کک و مک
- آبی کوچولو، زرد کوچولو، اثر لئو لیونی
- مال من
- ماهی‌ها همیشه بیدارند، اثر اری دلوکا از ایتالیایی[۱۱]
- مجموعه ماهی سیاهه(۴جلدی)
- در باغ خرگوش‌ها
- یک تخم‌مرغ عجیب
- پرندهٔ طلایی، اثر لئو لیونی
- آتش باش تا برافروزی
- ابر، اثر توربو ریواندو
- ارزش تبلیغ
- ایران، اثر ایتالو کالوینو
- باغ‌های امید، نوشته‌ها و نقاشی‌های بچه‌های غزه
- بزرگترین خانه دنیا، اثر لئو لیونی
- بهار خاکستری، اثر زکریا تامر
- پندهای ناشنیده، اثر زکریا تامر
- تکه به تکه، اثر لئو لیونی
- تنها نیستم، اثر وریک بیشن
- جز زیبایی ندیدم
- چگونه؟، اثر اومبرتو اکو
- حقیقت بلندتر از آسمان
- خرس سفید و سیاه، اثر یورگ شوبیگر
- خرگوش باهوش، اثر عبدالتواب یوسف با یادداشت ویژه نویسنده برای ترجمه فارسی
- درخت الفبا، اثر لئو لیونی
- در باغ خرگوش‌ها، اثر لئو لیونی
- زنده بیدار
- زیبا و مانا، اثر دل روند
- سرود کریسمس، اثر چارلز دیکنز
- سال پرکار، اثر لئو لیونی
- سی مرغ و سیمرغ
- سفر کک و مک، اثر لئو لیونی
- سه قصه، اثر اومبرتو اکو (از ایتالیایی)
- شاعر، اثر لئو لیونی
- شب و پیرزن (از انگلیسی)
- شهر خوب نقاشی فؤاد الفتیح
- عبادتی چون تفکر نیست
- فاشیسم ابدی، اثر اومبرتو اکو
- فرزند زمان خویشتن باش
- قدس رؤیای ما نوشته‌ها و نقاشی‌های کودکان فلسطین
- قندیل کوچک، اثر غسان کنفانی
- قهرمانان نقاشی، اثر محی الدین لباد
- کلید
- کولاک
- گفتگوها، اثر اوریانا فالاچی (از ایتالیایی)
- گنجشک من بدو بدو
- لاک پشت باهوش
- لبخند بی لهجه، اثر فیروزه جزایری
- لرزنده
- مال من، اثر لئو لیونی
- ماهی سیاهه، اثر لئو لیونی
- ماهی فقط ماهی است، اثر لئو لیونی (از ایتالیایی)
- من خواب صلح می‌بینم، نوشته‌ها و نقاشی‌های کودکان بوسنی
- نامزدی، اثر اومبرتو اکو
- نوازنده، اثر لئو لیونی
- ویکنت نصفه شده، اثر ایتالو کالوینو
- هر چیزی رنگی دارد، اثر لئو لیونی
- یکی بود که خودش نبود، اثر جانی روداری
- یک تخم مرغ عجیب، اثر لئو لیونی

### پژوهش‌ها
- به یاد حمید عنایت[۱۲]
- یادها
- ارزش تبلیغ
- طالقانی آن پیر پاک ما